# Chevalier (filme)
Chevalier é um filme de comédia grego de 2015 dirigido por Athina Rachel Tsangari e escrito por Efthymis Filippou. Foi selecionado como representante de seu país ao Oscar de melhor filme estrangeiro em 2017.

## Elenco
- Makis Papadimitriou
- Yiorgos Kendros
- Panos Koronis
- Vangelis Mourikis
- Efthymis Papadimitriou
- Yorgos Pirpassopoulos
- Sakis Rouvas
- Giannis Drakopoulos
- Nikos Orphanos
- Kostas Filippoglou